# Ministero dell'interno e della polizia (Repubblica Dominicana)
Il Ministero dell'interno e della polizia (in spagnolo Ministerio del Interior y Policía – MIP) è un dicastero del governo dominicano responsabile del mantenimento della sicurezza pubblica in tutto il paese e della consulenza alle amministrazioni decentrate delle province e comuni. È responsabile anche della politica migratoria.
È uno dei quattro Ministeri originari inclusi nella Costituzione del 1844. Ha sede a Santo Domingo negli uffici governativi Juan Pablo Duarte in Avenida México. Dal 16 agosto 2024 il ministro in carica è Faride Raful.

## Struttura
Oltre alle agenzie dipendenti, il MIP ha dei vice-ministeri, come altri Ministeri della Repubblica dominicana. Questi sono:
- Vice-ministero del controllo e della regolamentazione delle armi e delle munizioni
- Vice-ministero della sicurezza preventiva nei governi provinciali
- Vice-ministero della sicurezza preventiva nei settori vulnerabili
- Vice-ministero della convivenza cittadina
- Vice-ministero della sicurezza interna
- Vice-ministero della gestione dell'immigrazione e delle naturalizzazioni

## Agenzie dipendenti
Tra le sue funzioni c'è quella di regolare le politiche sull'immigrazione e dirigere il dipartimento di polizia. A tal fine, questo Ministero ha le seguenti agenzie dipendenti:
- Lega municipale dominicana
- Polizia nazionale
- Direzione generale delle migrazioni
- Istituto nazionale per le migrazioni